# Euptoieta sunides
Euptoieta sunides är en fjärilsart som beskrevs av William Chapman Hewitson. Euptoieta sunides ingår i släktet Euptoieta och familjen praktfjärilar. Inga underarter finns listade i Catalogue of Life.